# Pat McCrory
Patrick Lloyd "Pat" McCrory (17 de octubre de 1956) es un político estadounidense que se desempeña desde el año 2013 como el 74 gobernador del estado de Carolina del Norte. Anteriormente fue durante 14 años alcalde de la ciudad de Charlotte en el mismo estado de 1995 a 2009 siendo el alcalde número 53 de esta ciudad y fue consejero en la misma de 1989 a 1995. McCrory fue nombrado también como Consejero de seguridad pública de 2002 a 2006 por el presidente George W. Bush. En diciembre de 2015 McCrory fue mencionado como una opción potencial para vicepresidente de los Estados Unidos en la elección de 2016.
McCrory fue nominado candidato a gobernador de Carolina del Norte por el partido republicano en las elecciones de 2008 siendo derrotado en aquella ocasión por la demócrata Beverly Perdue.